# Stefan Welsch

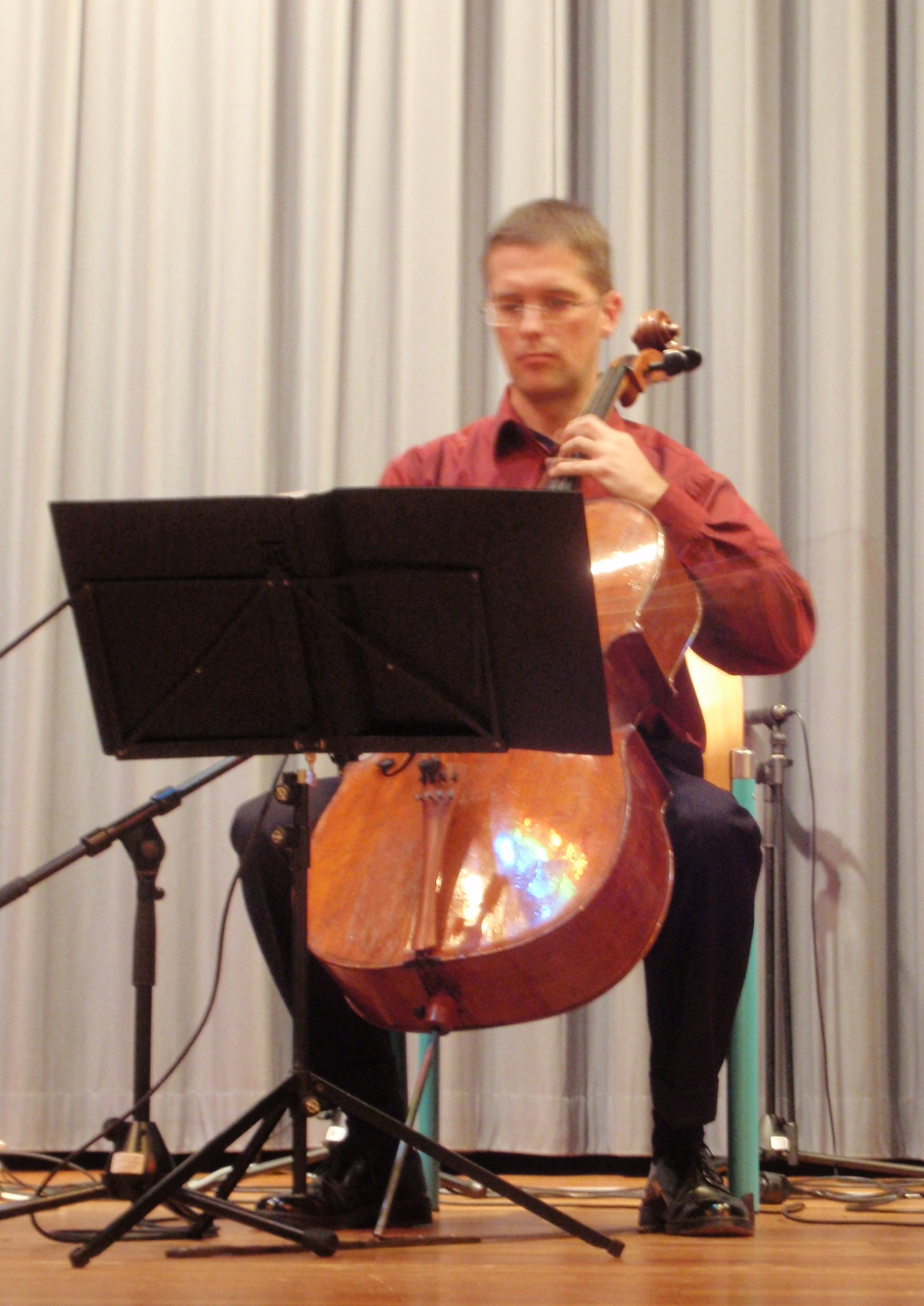
Stefan Welsch im November 2008 während eines Konzerts des Klezmer-Ensembles Colalaila

Stefan Welsch (* 1969 in Husum) ist ein deutscher Cellist, Musikpädagoge und Lehrer für die Alexander-Technik. 

## Ausbildung
Stefan Welsch studierte bei Peter Buck an der Staatlichen Hochschule für Musik und Darstellende Kunst Stuttgart. Er setzte sein Studium bei Gert von Bülow an der Hochschule für Musik und Theater Rostock Violoncello fort und legte dort mit Auszeichnung sein Konzertexamen ab. 
Er schloss 2001 erfolgreich seine Ausbildung zum ITM Lehrer ab und unterrichtet seither die Alexander-Technik.  

## Berufliche Tätigkeit/Lehrtätigkeit
Von 1997 bis 2000 war Stefan Welsch Lehrbeauftragter der Hochschule für Musik und Theater Rostock und Assistent von Professor Gert von Bülow. Seit 1999 ist er Dozent für Violoncello an der Akademie für Tonkunst Darmstadt sowie  seit 2002 zusätzlich Dozent des Jugend-Sinfonie-Orchesters Hessen. 2005 kam eine Anstellung als Dozent am Landesmusikgymnasium Rheinland-Pfalz (Peter-Altmeier-Gymnasium) in Montabaur dazu.
Schüler von Stefan Welsch nehmen jährlich erfolgreich am Wettbewerb „Jugend musiziert“ teil und sind in den unterschiedlichsten Wettbewerbskategorien (von „Solo“ bis „Kammermusik“) Preisträger auf Landes- und Bundesebene. 2021 nahmen 6 Schüler erfolgreich am internationalen „George Manoliu Master of Strings“ teil. Alle waren Preisträger in ihren jeweiligen Altersgruppen.

## Aktivität als Musiker
Stefan Welsch konzertiert in verschiedensten kammermusikalischen Besetzungen. Dazu gehört unter anderem das Chagall-Quartett, ein klassisches Streichquartett, das seit 1994 Konzerte in Deutschland, Frankreich, Spanien und Dänemark gibt. Seit 2004 spielt er auch im Klezmer- und Jazz-Ensemble Colalaila Classic der israelischen Klarinettistin Irith Gabriely, mit dem er regelmäßig Konzerte gibt.
2019 trat Stefan Welsch dem trioW bei, mit dem er regelmäßig konzertiert und 2020 die CD „Unerhörte Schätze“ bei NAXOS veröffentlicht hat.

## Tätigkeit als Lehrer für Alexandertechnik
Neben seiner Tätigkeit als Cellist ist Stefan Welsch seit 2001 Lehrer der Alexander-Technik (itm). Seit 2016 ist er außerdem Ausbilder für Lehrer der Alexander-Technik. So ist der konzeptionelle Aufbau des Cellounterrichts bei ihm stark durch Ideen aus der Alexandertechnik geprägt. Ein wichtiges Ziel ist es, die Schüler möglichst durch Fragen zu eigenen Erkenntnissen zu bringen. Dies gilt sowohl im technischen sowie auch im musikalischen Bereich.